# Giovanni Francesco Rossi
Giovanni Francesco de Rossi, zw. La Vecchietta (ur. w I-ej ćwierci XVII wieku w Rzymie, zm. po 1680 tamże) – włoski rzeźbiarz.

## Życiorys
W latach 1651–1655 pracował na dworze króla polskiego Jana II Kazimierza. Stworzył rzeźby: portrety króla Jana II Kazimierza i Ludwiki Marii (obecnie na zamku w Gripsholm, Szwecja), brązowe popiersia nagrobkowe biskupów Piotra Gembickiego (1654, katedra na Wawel i kościół Mariacki w Krakowie) i Jerzego Tyszkiewicza (1653, katedra w Wilnie) oraz Teodory Krystyny Sapieżyny z Tarnowskich (2. poł. XVII w., kościół Św. Michała w Wilnie). 
Dzieła Rossiego (o wpływach Giana Lorenzo Berniniego i Alessandro Algardiwego) charakteryzuje silna ekspresja, drobiazgowy modelunek i wysoki poziom wykonania.